# كريستينا أغيليرا
كريستينا ماريا أغيليرا (بالإسبانية: Christina María Aguilera) (ولدت في 18 ديسمبر 1980؛ في جزيرة ستاتن، نيويورك). مغنية، وممثلة، وكاتبة أغاني، ومنتجة أغاني، وشخصية تلفزيونية أمريكية الجنسية. تُعتبر الآن أيقونة في عالم موسيقى البوب. تشمل جوائز أغيليرا خمس جوائز غرامي، وجائزة غرامي اللاتينية، ونجمة في ممر الشهرة في هوليوود. أحتلت أغيليرا المرتبة 58 في قائمة مجلة رولينغ ستون لأعظم 100 مطرب في كل العصور في عام 2008، وأُدرجت في قائمة مجلة تايم السنوية لأكثر 100 شخص تأثيرًا في العالم في عام 2013. مع مبيعات تُقدر بأكثر من 75 مليون تسجيل، فهي واحدة من الفنانين الموسيقيين الأكثر مبيعًا في العالم.
نشأت أغيليرا في بنسيلفانيا، وفي عمر الـ12، تمت دعوتها لتقدم تجربة أداء لدي The Mickey Mouse Club، وانتهت بحصولها علي دور، وبقيت بالبرنامج إلي أن انتهي. كما ظهرت أغيليرا في برامج تلفزيونية أخري في سنواتها المبكرة، وذلك قبل حصولها علي عقد مع شركة RCA في عام 1998. وصل ألبومها الأول الذي يحمل اسمها، والذي صُدِر عام 1999، إلي المرتبة الأولي في الولايات المتحدة. وصُدر منه 3 أغاني منفردة أحتلت المرتبة الأولي في الولايات المتحدة: «Genie in a Bottle»، و«What a Girl Wants»، و«Come On Over Baby (All I Want Is You)». بينما تم التعرف عليها كشخصية بارزة في موسيقى بوب الشباب المعاصرة، سعت أغيليرا للنجاح الضخم مع ألبوم Stripped (2002)، وأغنيته المنفردة الرئيسية «Dirrty». ظهرت أغيليرا في الكليب الخاص بالأغنية بشكل جنسي. حظيت الأغنية الثانية من الألبوم، «Beautiful»، بردود أفعال إيجابية علي كلماتها التمكينية، وأصبحت نشيدًا لمجتمع الميم.
في عام 2006، أصدرت أغيليرا ثاني ألبوماتها الغنائية بالمرتبة الأولي في الولايات المتحدة، Back to Basics، والذي تأثر بموسيقى الجاز، والسول، والبلوز في أوائل القرن العشرين. للألبوم 3 أغاني منفردة دخلت ضمن أفضل عشر أغاني منفردة، وهم: «Ain't No Other Man»، و«Hurt»، و«Candyman». احتوت ألبوماتها الثلاثة التالية، Bionic (2010)، وLotus (2012)، وLiberation (2018)، علي أنماطًا موسيقية مختلفة، ووصلت إلي الألبومات العشرة الأوائل في الولايات المتحدة. إلي جانب أغانيها المنفردة، شاركت أغيليرا في عدة أغاني أخري تصدرت عليها اللوائح الموسيقية، بما في ذلك «Lady Marmalade»، و«Moves like Jagger»، و«Feel This Moment»، و«Say Something». إلي جانب مسيرتها الموسيقية، حصلت أغيليرا علي دور بطولة فيلم Burlesque (2010)، وكانت مُدرِبة في ستة مواسم من برنامج The Voice من عام 2011 إلي عام 2016.

## حياتها المبكرة
تنجذر أغيليرا من سلالة إكوادورية، واسكتلندية، وفرنسية. انفصل والديها حينما كانت طفلة، وعاشت مع أمها. كانت غاية كريستينا منذ النشأة تقريبا أن تكون مغنية، ففي سن صغير عرفت الغناء. بدأت كريستينا حياتها الغنائية في سن الخامسة، حيث غنت أمام الجيران في حفل شواء عائلي. ذاع صيت كريستينا صاحبة الصوت الجميل. حتي في سن الثامنة اشتركت في برنامج تلفزيوني لاكتشاف المواهب، ولكنها لم تنجح. وقامت بالغناء أمام حشد من آلاف المتفرجين بعد دعوتها في الملعب الوطني لمدينة بيتسبرغ، حيث غنت النشيد الوطني في ذلك الاحتفال.
في سن العاشرة، بدأت الحياة المهنية لكريستينا أغيليرا في السطوع، حيث تم قبولها في مجموعة فريق نادي ميكي ماوس الجديد كليًا (بالإنجليزية: The All-New Mickey Mouse Club)، وهو فريق يقدم برنامج تلفزيوني للأطفال الموهوبين. عملت كريستينا هناك لمدة سنتين، حيث غنت، ورقصت، وأدت عروضها مع أطفال موهوبون من بينهم: بريتني سبيرز، حيث كان عمرها 12 عاما آنذاك، وجاستن تمبرليك، وأيضا جاي سي تشيسز (الذي كون لاحقاً مع تمبرليك فرقة البوب إن سينك أيضاً). علقت كريستينا أغيليرا لاحقاً علي ذلك بالقول: «إنهُ جميل جداً الطريقة والحياة التي كبرت وترعرت فيها في طفولتي... خاصة بين أطفال يملكون مواهب وهوايات مثل التي أمتلكها».

## بدايتها الفنية
في سن الخامسة عشر، استطاعت كريستينا توقيع أول عقد لها لإنتاج أول ألبوم غنائي لها مع شركة RCA، ولكن في تلك الفترة كانت نقطة التحول في حياتها، حيث بدأت استديوهات ديزني بالبحث عن مغنية لتغني أغنية «Reflection» في الفيلم التلفزيوني «Mulan»، وهي أغنية هادئة ورقيقة، وكان الشرط أن تكون مغنية بمواهب خاصة، وقدرة صوتية عالية للقيام بذلك. قدمت كريستينا أغيليرا لديزني شريط اختبار، ونجحت من بين الكثيرات، وتم اختيارها. حققت الأغنية النجاح وفوق ذلك بكثير، حتي أنها ترشحت لجائزة ألما لأفضل أداء لأغنية لفيلم روائي طويل.
بعد ذلك بدأت كريستينا أغيليرا في العمل علي الألبوم الأول. في يونيو 1998، صُدِرت الأغنية الأولي «Genie in a Bottle» علي سماعات المذياع، وتم بيع أكثر من نصف مليون نسخة من الأغنية في الأسبوع الأول، ووصلت إلي المركز الأول في إدراج أغاني البوب في جميع أنحاء العالم. كان الألبوم الأول باسم Christina Aguilera، وقد صُدِر كاملا في سنة 1999، وبيع أكثر من ربع مليون نسخة فقط في الأسبوع الأول بعد إطلاقه، وفي نهاية الأمر، حقق ألبوم كريستينا أغيليرا بلاتينيوم مربع.
في شهر فبراير 2000، كانت كريستينا أغيليرا قد ترشحت لجائزتين من جوائز غرامي الأمريكية، ومن بينهما جائزة أفضل مغنية وفنانة جديدة. تنازع أيضا علي الجائزة مايسي جراي وبريتني سبيرز (التي تعتبر المنافس الأول لكريستينا أغيليرا، والعكس كذلك أيضا).
قامت كريستينا أغيليرا بجولة حفلات وعروض عبر الولايات، وتمت بنجاح منقطع النظير. في سبتمبر 2000، قدمت كريستينا أغيليرا ألبومها الثاني، Mi Reflejo الذي ضم أيضا أغاني بالإسبانية، والذي قدم الكثير من النجاح. وفي أكتوبر 2000، أصدرت ألبومها الثالث، My Kind of Christmas.
في فبراير 2001، كانت كريستينا أغيليرا قد ترشحت في حفل توزيع جوائز الغرامي الثالث والأربعين لجائزة أفضل أداء صوتي لمغنية بوب لكن قطفت الجائزة مايسي جراي. في أكتوبر 2002، قدمت ألبومها الرابع Stripped الذي يحتوي علي الأغاني «Beautiful»، و«Fighter»، و«Dirrty»، وأيضاُ «The Voice Within».

## ديسكوغرافيا
1. Christina Aguilera (1999)
2. Mi Reflejo (2000)
3. My Kind of Christmas (2000)
4. Stripped (2002)
5. Back to Basics (2006)
6. Bionic (2010)
7. Lotus (2012)
8. Liberation (2018)

## فيلموغرافيا
1. Burlesque (2010)
2. The Emoji Movie (2017)
3. Zoe (2018)

## أفلام ومسلسلات غنت بها
1. (1993–1995): The Mickey Mouse Club
2. (1999): Beverly Hills, 90210
3. (2000): Saturday Night Live
4. (2003): Saturday Night Live
5. (2004): Shark Tale
6. (2004): Saturday Night Live
7. (2006): Saturday Night Live
8. (2008): Shine a Light
9. (2010): Burlesque
10. (2018): Life of the Party

## جولات وحفلات موسيقية
1. Christina Aguilera in Concert (2000–2001)
2. The Stripped Tour (2003)
3. The Justified & Stripped Tour (2003) (مع جاستن تمبرليك)
4. Back to Basics Tour (2006–2008)
5. The Liberation Tour (2018)
6. The X Tour (2019)
7. The Xperience (2019–2020)

## روابط خارجية
- كريستينا أغيليرا على موقع IMDb (الإنجليزية)
- كريستينا أغيليرا على موقع ميتاكريتيك (الإنجليزية)
- كريستينا أغيليرا على موقع الموسوعة البريطانية (الإنجليزية)
- كريستينا أغيليرا على موقع روتن توميتوز (الإنجليزية)
- كريستينا أغيليرا على موقع قاعدة بيانات الأفلام العربية
- كريستينا أغيليرا على موقع ألو سيني (الفرنسية)
- كريستينا أغيليرا على موقع ميوزك برينز (الإنجليزية)
- كريستينا أغيليرا على موقع رولينغ ستون (الإنجليزية)
- كريستينا أغيليرا على موقع تيرنر كلاسيك موفيز (الإنجليزية)
- كريستينا أغيليرا على موقع أول موفي (الإنجليزية)